# Quinn Woodhead
Quinn Woodhead (* 7. Juni 2000) ist ein Wasserballspieler aus den Vereinigten Staaten. 2023 siegte er mit dem Team der Vereinigten Staaten bei den Panamerikanischen Spielen.

## Sportliche Karriere
Quinn Woodhead graduierte 2022 an der Stanford University, für deren Sportteam er auch aktiv war. 2019 gewann Woodhead mit der Mannschaft von Stanford die Meisterschaft der National Collegiate Athletic Association.
Woodhead wurde mit dem jeweiligen US-Team 2018 Neunter der Jugendweltmeisterschaft und 2019 Siebter der Juniorenweltmeisterschaft. 2019 bei der Universiade in Neapel gewann er mit der Studentenauswahl der Vereinigten Staaten die Silbermedaille hinter den Italienern.
Ab 2022 spielte Woodhead in der US-Nationalmannschaft. 2023 bei der Weltmeisterschaft in Fukuoka belegte die Mannschaft aus den Vereinigten Staaten den siebten Platz. Drei Monate später bei den Panamerikanischen Spielen 2023 in Santiago siegte das US-Team vor den Brasilianern. Im Viertelfinale beim 28:2 gegen Chile warf Quinn Woodhead zwei Tore, sein Bruder Dylan Woodhead traf einmal. Insgesamt warf Quinn Woodhead bei dem Turnier zehn Tore. 2024 erreichte die US-Mannschaft bei der Weltmeisterschaft 2024 nur den neunten Rang.